# Gyurai Hamdiev
Gyurai Hamdiev (bg. Гюрай Мехмедов Хамдиев; ur. 14 lutego 1991) – bułgarski zapaśnik walczący w stylu wolnym. Zajął siódme miejsce w Pucharze Świata w 2011 roku.